# Гашпар, Шандор (политик)
Шандор Гашпар (венг. Gáspár Sándor; 15 апреля 1917 — 16 апреля 2002) — венгерский коммунистический политик и профсоюзный деятель. Автор трудов по рабочему движению. Наряду с Анталом Апро, Иштваном Доби, Шандором Ронаи и Эдёном Кишгази, был одним из немногих политиков, которым удалось неизменно оставаться близкими к власти с 1946 года.

## Биография
Гашпар родился в Панде, работал механиком-мотористом на заврле и в 1935 году вступил в профсоюз металлистов. В следующем году он вступил в Венгерскую социал-демократическую партию, а в 1940 году — в Венгерскую коммунистическую партию (ВКП). В 1945 году он был избран в руководство профсоюза и стал организатором ВКП в шестом районе Будапешта. Он быстро приобрёл известность, победив на выборах в Центральный комитет ВКП в 1946 году, а затем в 1947 году на выборах в парламент. В том же году он был назначен заместителем генерального секретаря профсоюза металлистов.
В 1948 году ВКП объединилась с Социал-демократической партией, образовав Венгерскую партию трудящихся (ВПТ), и с июня он продолжил работу в её центральном руководстве. В 1950 году он стал генеральным секретарём ЦК металлистов, а в 1951/52 учебном году учился в Высшей партийной школе при ЦК КПСС в Москве. По возвращении он был назначен заместителем генерального секретаря Национального совета профсоюзов, а в 1954 году был повышен до должности его президента (председателя).
В 1956 году Гашпар был избран в Политбюро ВПТ. Во время советского вторжения в Венгрию он был лоялен к Яношу Кадару и его линии, выступая за многопартийную демократию, но против рабочих советов. В ноябре он был одним из ведущих основателей Венгерской социалистической рабочей партии (ВСРП), оставался членом её центрального комитета и с сентября 1961 до 1962 года был секретарём ЦК ВСРП. В 1962—1965 годах работал секретарём Будапештского обкома ВСРП.
С 1957 года член Всевенгерского совета, в 1960—1964 вице-председатель Отечественного народного фронта. Он был генеральным секретарём венгерского национального профцентра до 1959 года, а затем его президентом (председателем) в 1965—1983 годах. Также являлся сопредседателем (с Золтаном Комочином) Венгерского олимпийского комитета (1958—1962). Член Президиума ВНР (A Magyar Népköztársaság Elnöki Tanácsa) с 1963 по 1988 год.
Хотя Гашпар был непосредственным соратником Яноша Кадара, в начале 1970-х годов он выступил против экономических реформ кадаризма и в 1972 году принял участие в попытке отстранить Кадара от власти, хотя затем вновь перешёл на сторону поддержки партийного лидера. Считалось, что эгалитаристская позиция профсоюзов во главе с их бессменным лидером Гашпаром сыграла не последнюю роль в свертывании «Нового экономического механизма». В 1978 году он был избран председателем Всемирной федерации профсоюзов (ВФП).
Гашпар выступил против реформ конца 1980-х годов и вышел из центрального комитета ВСРП в 1988 году. В следующем году он также покинул ВФП и вышел на пенсию, постепенно отойдя от политики и публичной жизни вообще.

## Сочинения
- Vasutas élmunkások; összeáll. Gáspár Sándor; Magyar Vasutasok és Hajósok Országos Szabad Szakszervezete, Bp., 1948
- A szakszervezetek feladatai az ipar technikai színvonalának fejlesztésében, az új technika bevezetésében és tömeges alkalmazásában; Népszava, Bp., 1955
- A szakszervezetek feladatai az ipari termelés megjavításában és a műszaki színvonal emelésében; Népszava, Bp., 1956
- A nemzetközi szakszervezeti mozgalom kialakulásának és történetének fő vonásai a 2. világháború befejezéséig; Táncsics, Bp., 1960
- A párt vezető szerepe, növekedésének és munkastílusának egyes kérdései; Kossuth, Bp., 1964 (Az MSZMP Központi Bizottsága politikai akadémiája)
- A magyar szakszervezetek szerepe a szocializmus építésében; Táncsics, Bp., 1968
- Szakszervezetek a szocializmusért; Táncsics, Bp., 1970
- A munkáshatalom szolgálatában; Táncsics, Bp., 1973
- A magyar szakszervezetek a fejlett szocializmus építésének szolgálatában; Kossuth-Táncsics, Bp., 1978
- A nemzetközi szakszervezeti mozgalom; Kossuth, Bp., 1980
- A szakszervezeti világmozgalom időszerű kérdései; s.n., Bp., 1982
- A munkásosztály szolgálatában; előszó Méhes Lajos; Népszava, Bp., 1983
- A munkásosztály szolgálatában; 2. bőv. kiad.; Népszava, Bp., 1984
- A magyar szakszervezetek társadalmi helye, szerepe és időszerű tennivalói; Kossuth, Bp., 1984
- Профсоюзы Венгрии на современном этапе / [Сокр. пер. с венг.] — М.: Профиздат, 1972. — 135 с. : портр.
- Роль венгерских профсоюзов в строительстве социализма : (Избранные речи и сочинения) / Пер.: Мейкути Ференцне, Тевели Ференц. — Будапешт : Танчич, 1972. — 393 с.